# Shara

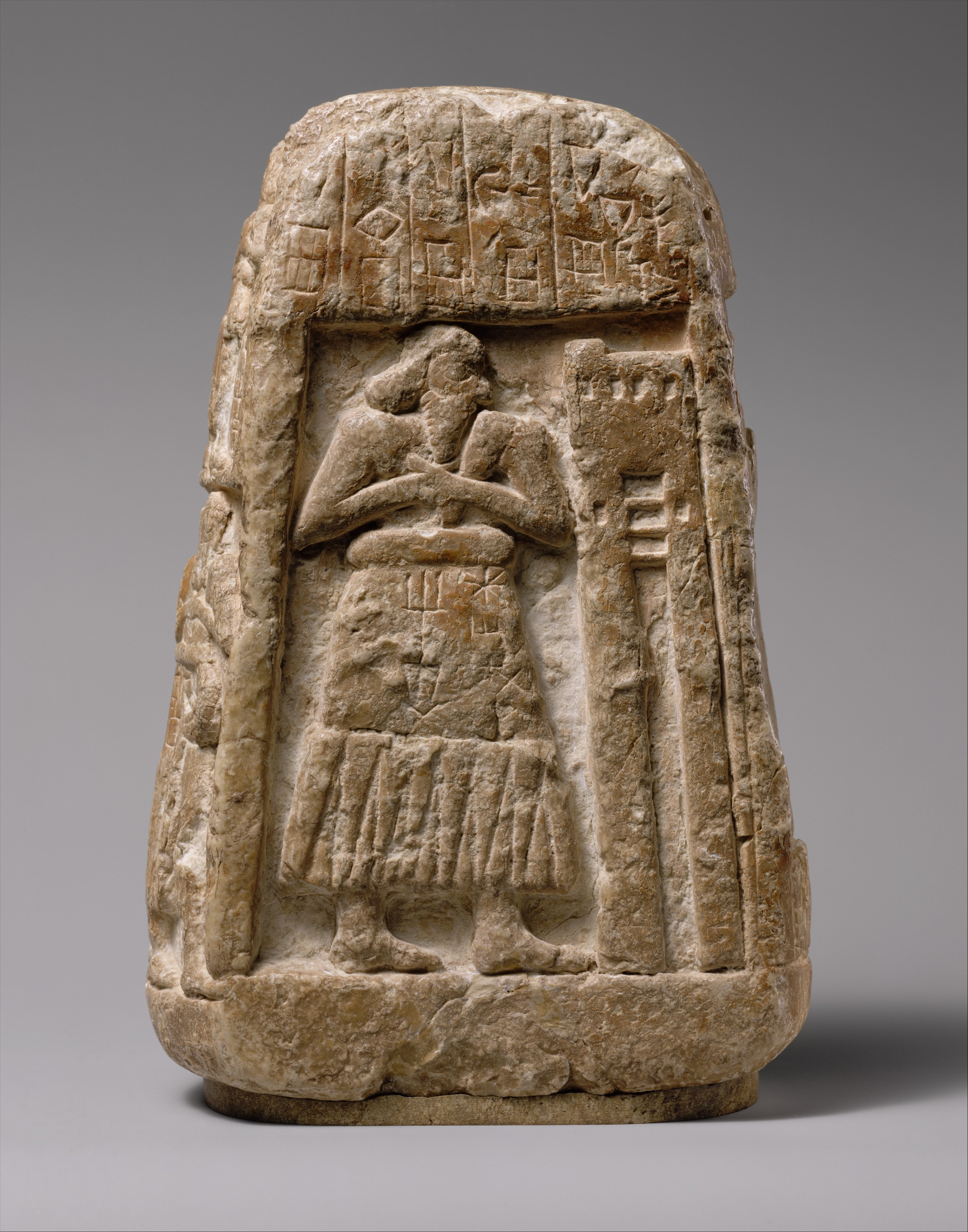
Estela mostrando a Ushumgal, un sacerdote de Shara (circa 2900-2700 a. C.)

Shara, en la mitología sumeria, es un dios menor de la guerra, identificado principalmente con la ciudad de Umma, al noreste de Unug (Uruk). 
Se le identifica en algunos textos como el "Príncipe del Cielo", el "amado hijo de Inanna (Ishtar)" y hermano de Nidaba.
Está representado en un ideograma por un personaje que parece representar una flor que florece en un marco. Pero como a este ideograma también se le atribuye el significado de "ser de color amarillo-verdoso", "verde", se considera a Shara como el dios de la vegetación.
El rey de Umma, en sus inscripciones, se jacta de haber "sacado a la luz" el dios Shara.